# Lulkowo (Łysomice)
Lulkowo (deutsch Lulkau) ist ein Dorf in der Gmina Łysomice (Lissomitz) im Powiat Toruński der polnischen Woiwodschaft Kujawien-Pommern.

## Geographische Lage
Das Dorf liegt im Kulmerland in der historischen Region Westpreußen, etwa zehn Kilometer nördlich von Thorn. Durch die Gemarkung der Ortschaft fließt die Strugai, ein Flüsschen, das einige Kilometer weiter in Sandländereien versickert.

## Geschichte

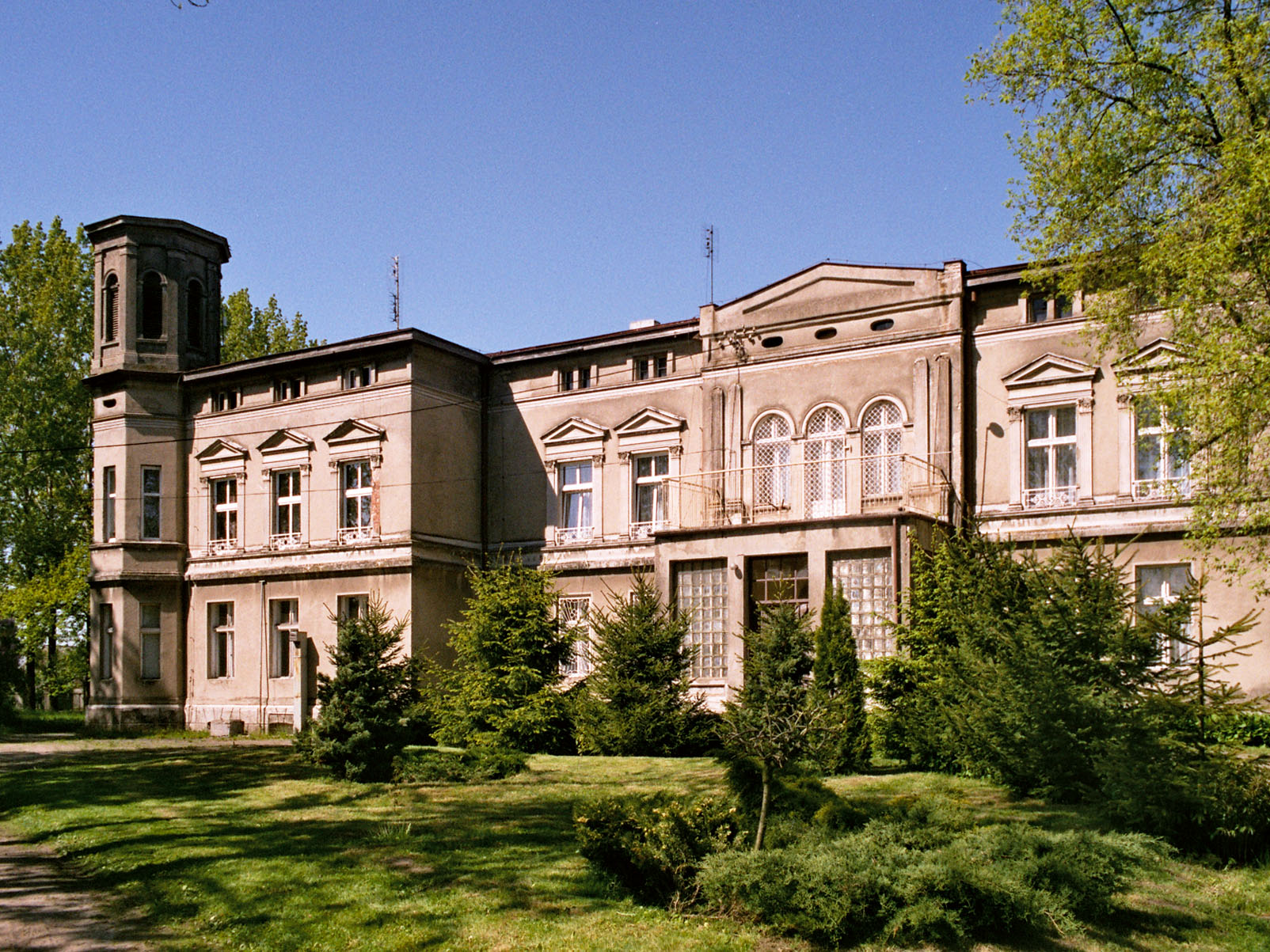
Herrenhaus des Guts Lulkow (Aufnahme 2005)

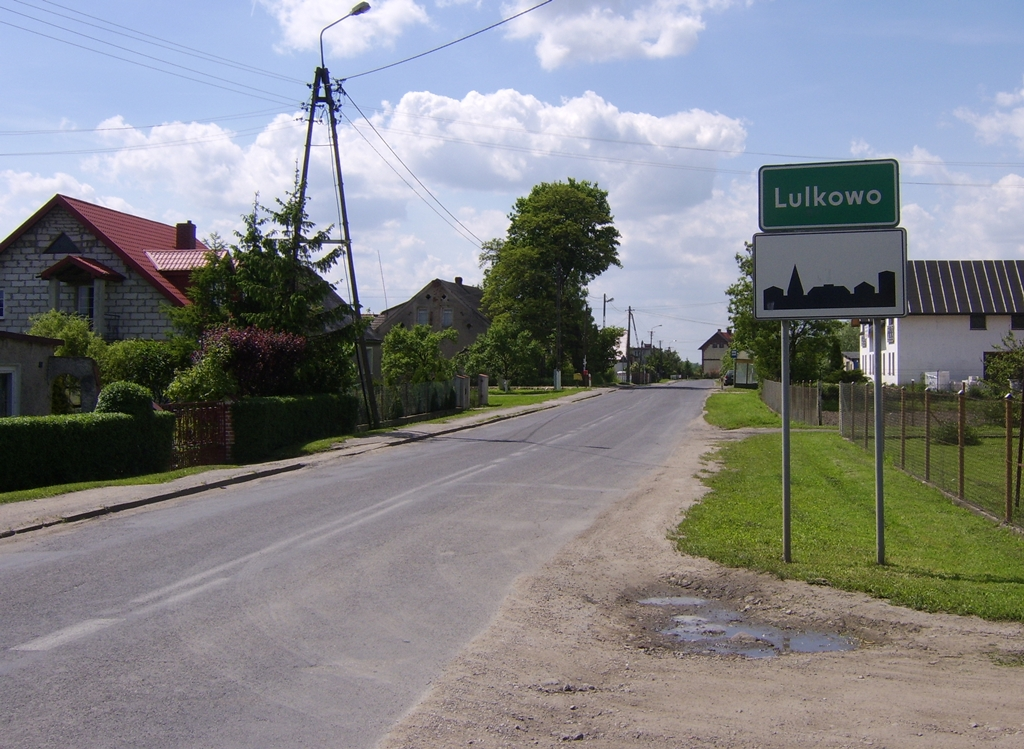
Dorfstraße

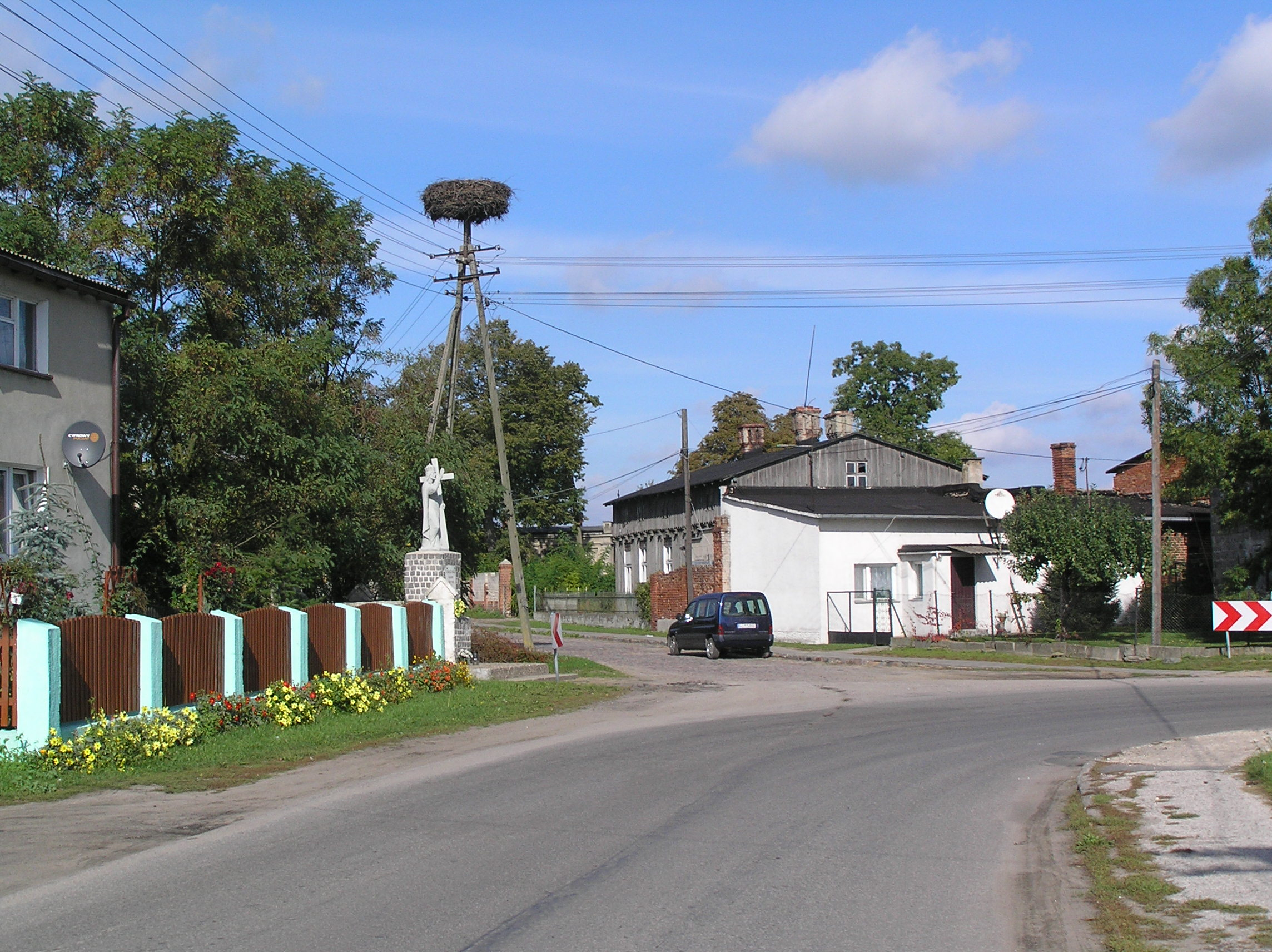
Storchennest auf einem Strommast an der Dorfstraße

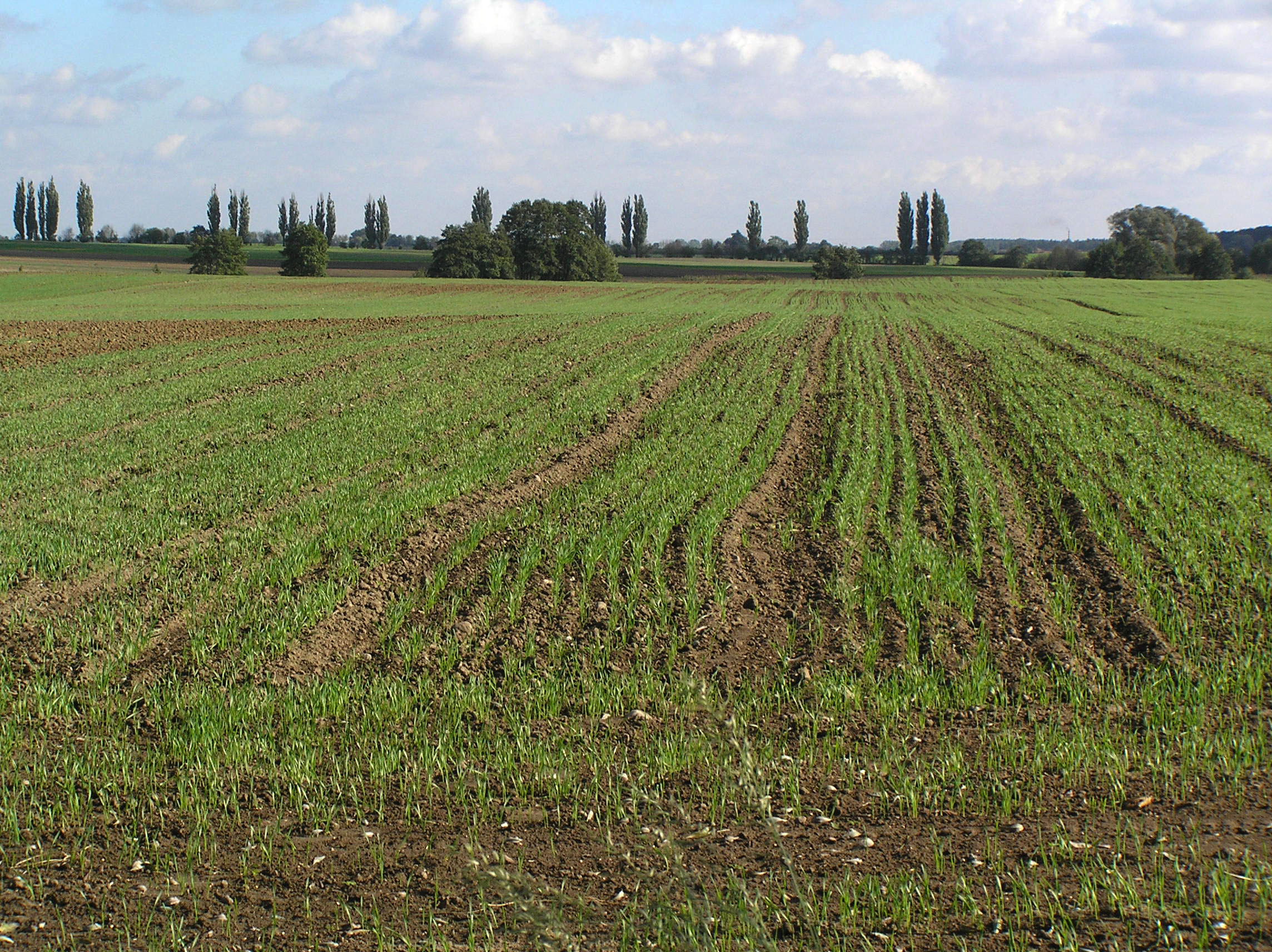
Ackerland in der Feldmark des Dorfs

Der Gutsbezirk gehörte seit dem  13. Jahrhundert zum Deutschordensstaat.  Er war dort zuletzt der Komturei Thorn zugeordnet und soll früher zur Komturei Birglau gehört haben. Das Gut erhielt am 14. September 1434 vom Thorner Komtur Vinzenz Wirsperger eine Handfeste; die Verleihung erfolgte nach Kulmer Recht als erblicher, ewiger Besitz.  Durch eine von König Kasimirs IV. beurkundete Zuwendung im Jahr 1457   wurde der Gutsbezirk eine Eigentumsortschaft der Stadt Thorn; bereits in der Bestätigungsurkunde wurde der Ort unter dem Namen Lulkau aufgeführt. Nach einem Vermerk in den Thorner Ratsverhandlungen von 1414 soll der Name auf seinen Besitzer Heinrich Lulkau zurückgehen. Im Jahr 1594 gab es in Lulkau bereits eine Schule.
Da die Stände der Stadt Thorn 1440 dem gegen den Deutschen Orden opponierenden  Preußischen Bund beigetreten waren, kam die Region nach dem Dreizehnjährigen Krieg im Verbund mit dem autonomen Preußen Königlichen Anteils unter die freiwillig gewählte Oberhoheit der Krone Polens. Mit der Wiedervereinigung Thorns und Danzigs mit West- und Ostpreußen  1793 kam die Region zum Königreich Preußen. Seit 1832 wurde der Gutsbezirk Lulkau von der Stadtkämmerei Thorn als Erbpachtgut verpachtet; von dem Zeitpunkt an bis 1865 fanden dreimal Besitzerwechsel statt.
Der Kaufmann Heinrich Wilhelm Tietzen, Teilhaber der Handlung Wilh. Tietzen et Comp. in Thorn, der das in Konkurs gegangene Gut am 14. Dezember 1832 für 3.200 Taler aufgekauft hatte, ließ auf dem Gutsgelände kurz danach eine Runkelrüben-Zuckerfabrik errichten.  1842 wurde das Gut für 66.000 Taler an den Mediziner Gustav Ferdinand Weinschenk und 1857 an Max Weinschenk für 77.000 Taler verkauft. Am 26. Oktober 1891 wurde das Gut von der königlichen Ansiedlungskommission aufgekauft und anschließend parzelliert.
Mit Ausnahme der Franzosenzeit, während der das Kreisgebiet dem Herzogtum Warschau zugeordnet gewesen war, gehörte das Erbpachtgut Lulkau bis 1919 zum Kreis Thorn im Regierungsbezirk Marienwerder der preußischen Provinz Westpreußen. Nach Ende des Ersten Weltkriegs musste die Region aufgrund der Bestimmungen des Versailler Vertrags im Januar 1920 zum Zweck der Einrichtung des Polnischen Korridors an Polen abgetreten werden, ohne Volksabstimmung, und wurde Teil der Woiwodschaft Pommerellen. Im Jahr 1934 kündigte die polnische Staatsregierung den in Versailles am 28. Juni 1919 abgeschlossenen Minderheitenschutzvertrag zwischen den Alliierten und Assoziierten Hauptmächten und Polen einseitig auf. Nach dem Überfall auf Polen 1939 kam der Kreis Thorn völkerrechtswidrig zum Reichsgebiet und wurde nun dem besatzungsamtlichen Regierungsbezirk Bromberg im Reichsgau Danzig-Westpreußen zugeordnet.
Gegen Ende des Zweiten Weltkriegs wurde das Kreisgebiet im Januar 1945 von der Roten Armee besetzt und die unterbundene Zugehörigkeit zu Polen lebte wieder auf. In der Folgezeit wurden die verbliebenen ethnisch deutschen Dorfbewohner größtenteils von der örtlichen polnischen Verwaltungsbehörde vertrieben.

### Bevölkerungsentwicklung
| Jahr | Einwohner | Anmerkungen                                                        |
| ---- | --------- | ------------------------------------------------------------------ |
| 1773 | 103       | [ 3 ]                                                              |
| 1818 | 101       | in zwölf Wohnhäusern                                               |
| 1831 | 111       | bei dreizehn Haushaltungen (Feuerstellen)                          |
| 1864 | 213       | davon 50 Evangelische und 163 Katholiken, in vierzehn Wohngebäuden |

## Trivia
Auf dem Scheunendach des Gutshofs nistete im 19. Jahrhundert ein Weißstorch-Pärchen.